# 公主府站
公主府站（蒙古语：ᠭᠦᠩᠵᠦ ᠶᠢᠨ ᠣᠷᠳᠣᠨ）是呼和浩特地铁2号线的地铁车站，位于中华人民共和国内蒙古自治区呼和浩特市新城区海拉尔东路街道与锡林北路街道交界气象局西路与海拉尔大街交叉口地下，2020年10月1日開通运营。

## 车站结构
公主府站位于气象局西路与海拉尔大街交叉口，沿气象局西路呈南北向布置，长215.49米，标准段宽度19.7米，为地下两层岛式车站。
| 地面              | 出入口 | A-B、D出入口 |
| 地下一层          | 站厅   | 客服中心、自动售票机、验票机                                                                                              |
| 地下二层          | 站台层 | \| \| \| █ 2号线往塔利东路（呼和浩特体育场） \| \| 島式 · 開左邊车门 \| \| \| \| \| \| █ 2号线往阿尔山路（呼和浩特站） \| |
|                   |        | █ 2号线往塔利东路（呼和浩特体育场）                                                                                       |
| 島式 · 開左邊车门 |        | |
|                   |        | █ 2号线往阿尔山路（呼和浩特站）                                                                                           |

## 车站出口
公主府站共设3个出口，各出口及周围设施如下所示：
| 出口编号            | 照片 | 地点               | 可到达目的地                               |
| ------------------- | ---- | ------------------ | ------------------------------------------ |
| A · 出口            |      | 气象局西路（东侧） | 内蒙古自治区气象局、内蒙古财经大学职业学院 |
| B · 出口            |      | 气象局西路（东侧） | 内蒙古财经大学                             |
| D · 出口 · （设有） |      | 气象局西路（西侧） | 和硕恪靖公主府                             |
| 图例： 设有         |      |                    |                                            |

## 接驳交通

### 公交车
- 公主府地铁站：37路

## 历史
- 2018年8月18日，车站主体结构封顶[3]。
- 2020年10月1日，本站随2号线通车一同开通[1]。